# 국도 제139호선 (일본)

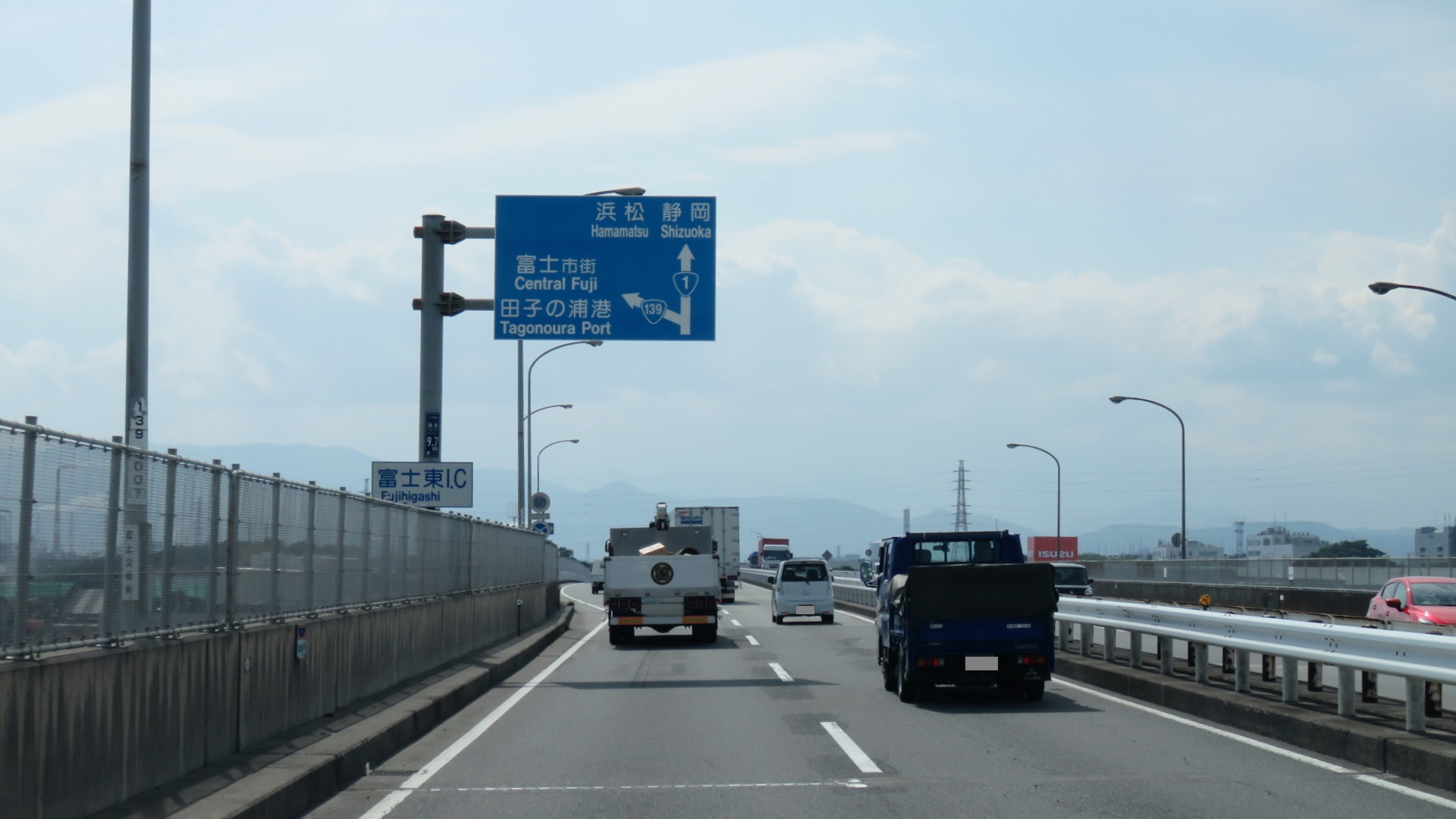
139번 국도의 기점
시즈오카현 후지시
후지히가시 I.C 교차로 부근

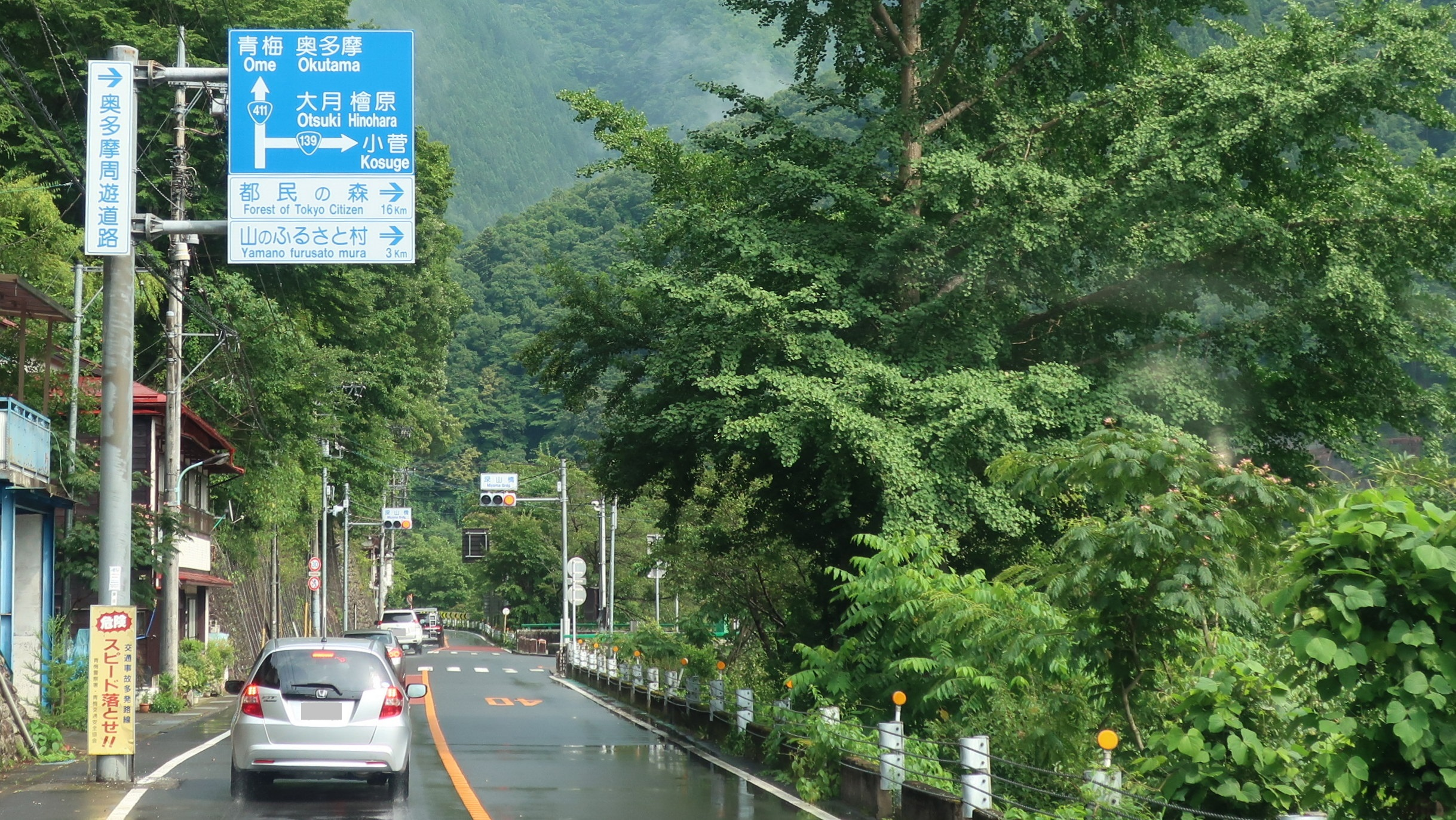
139번 국도의 종점
도쿄도 니시타마군 오쿠타마정
미야마바시 교차로 부근

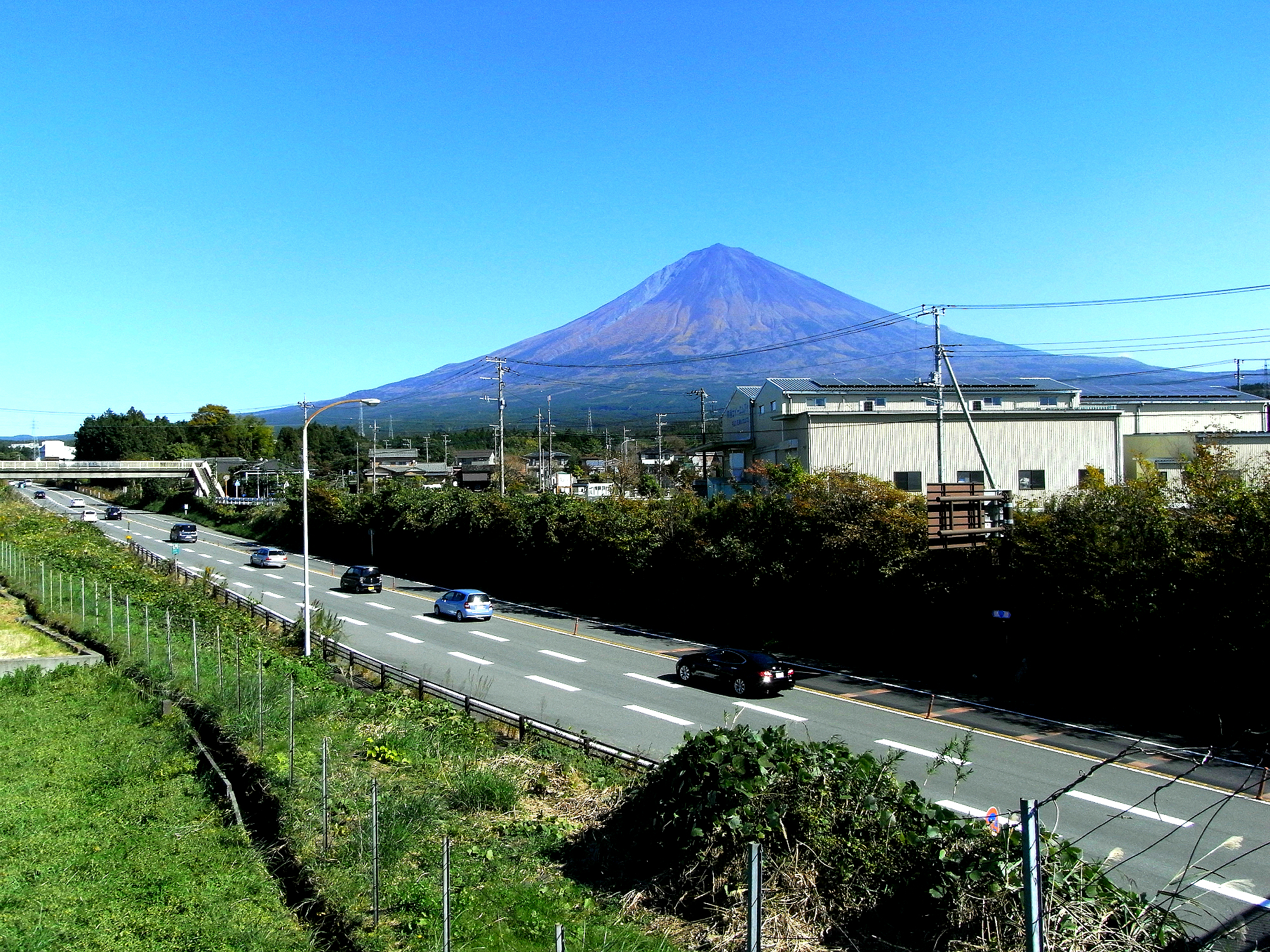
후지노미야 시가지 일대 (2015년 10월)

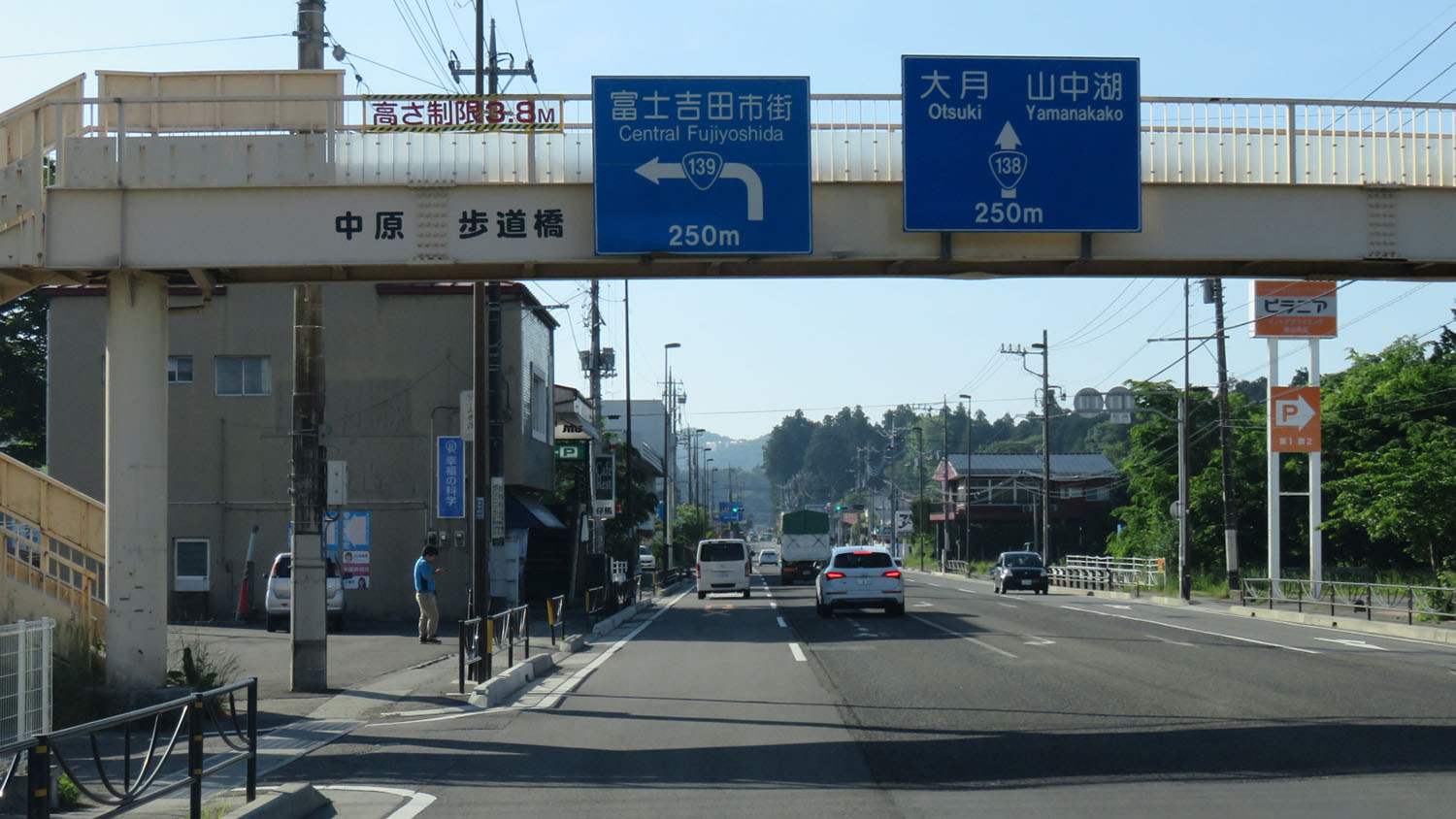
138번 국도와의 분기
야마나시현 후지요시다시 신니시하라

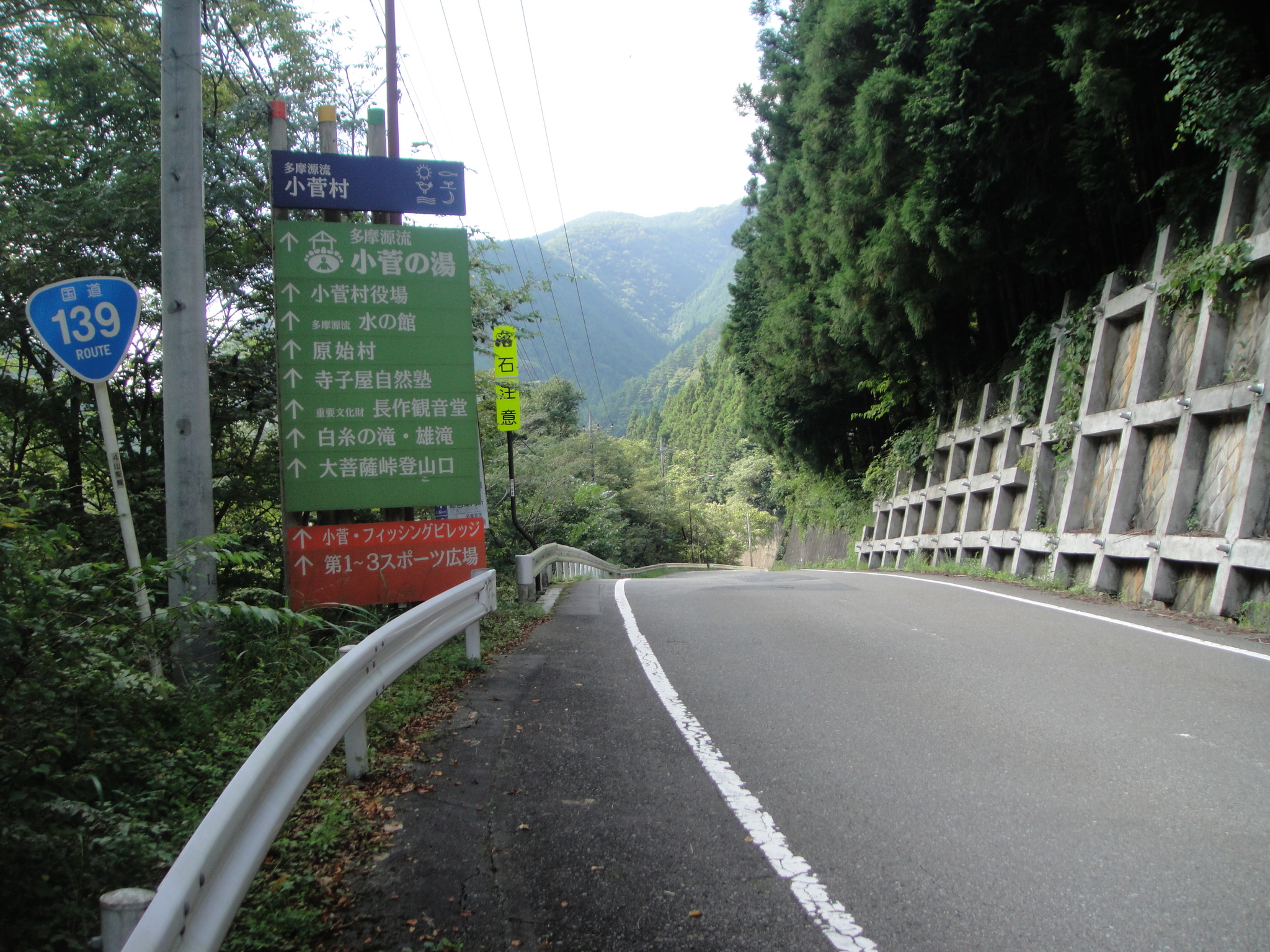
고스케촌과 오쿠타마정의 경계지점 인근
(2011년 9월)

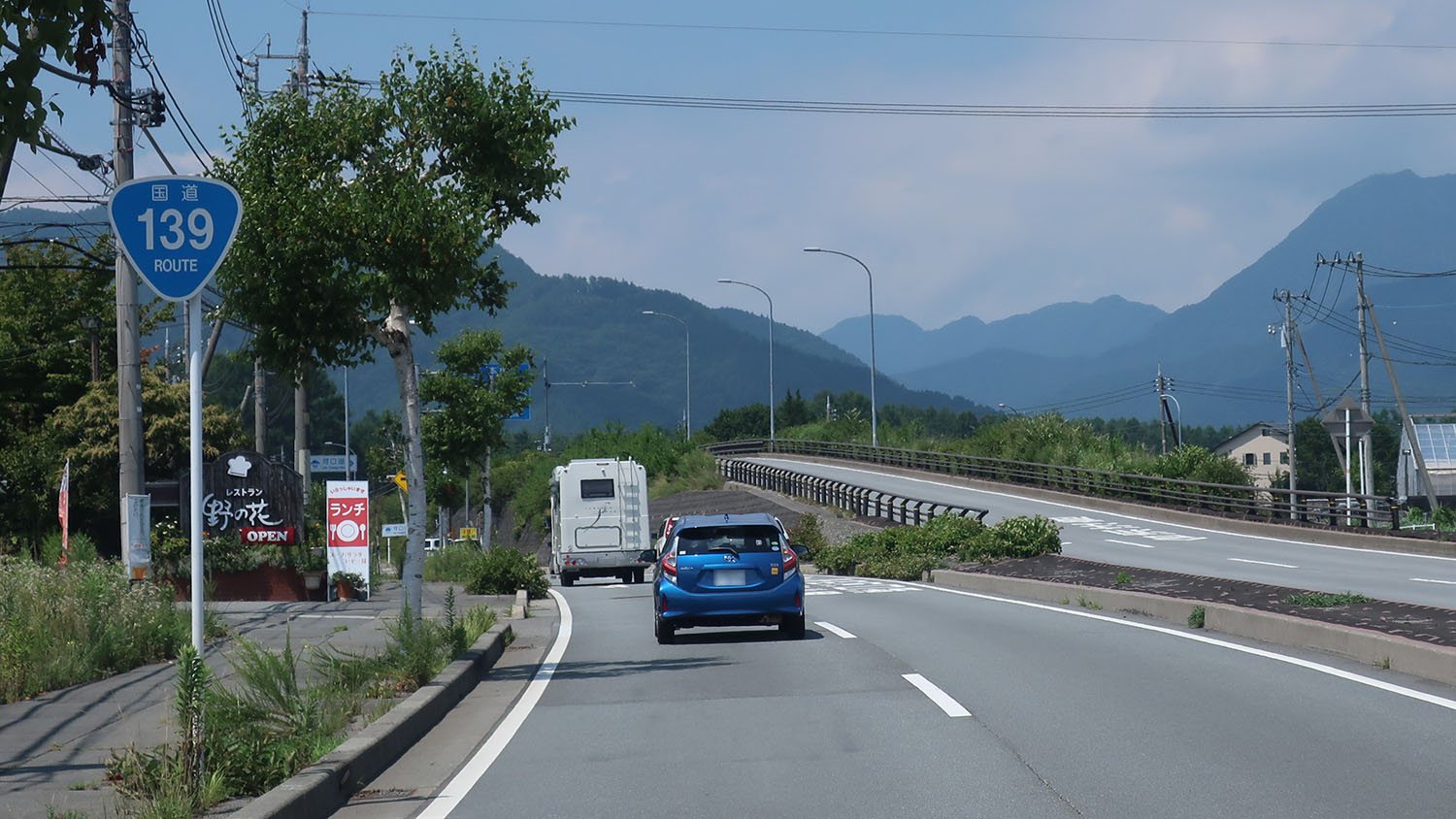
요코마치 바이패스
야마나시현 미나미쓰루군 후지카와구치코정 후나쓰

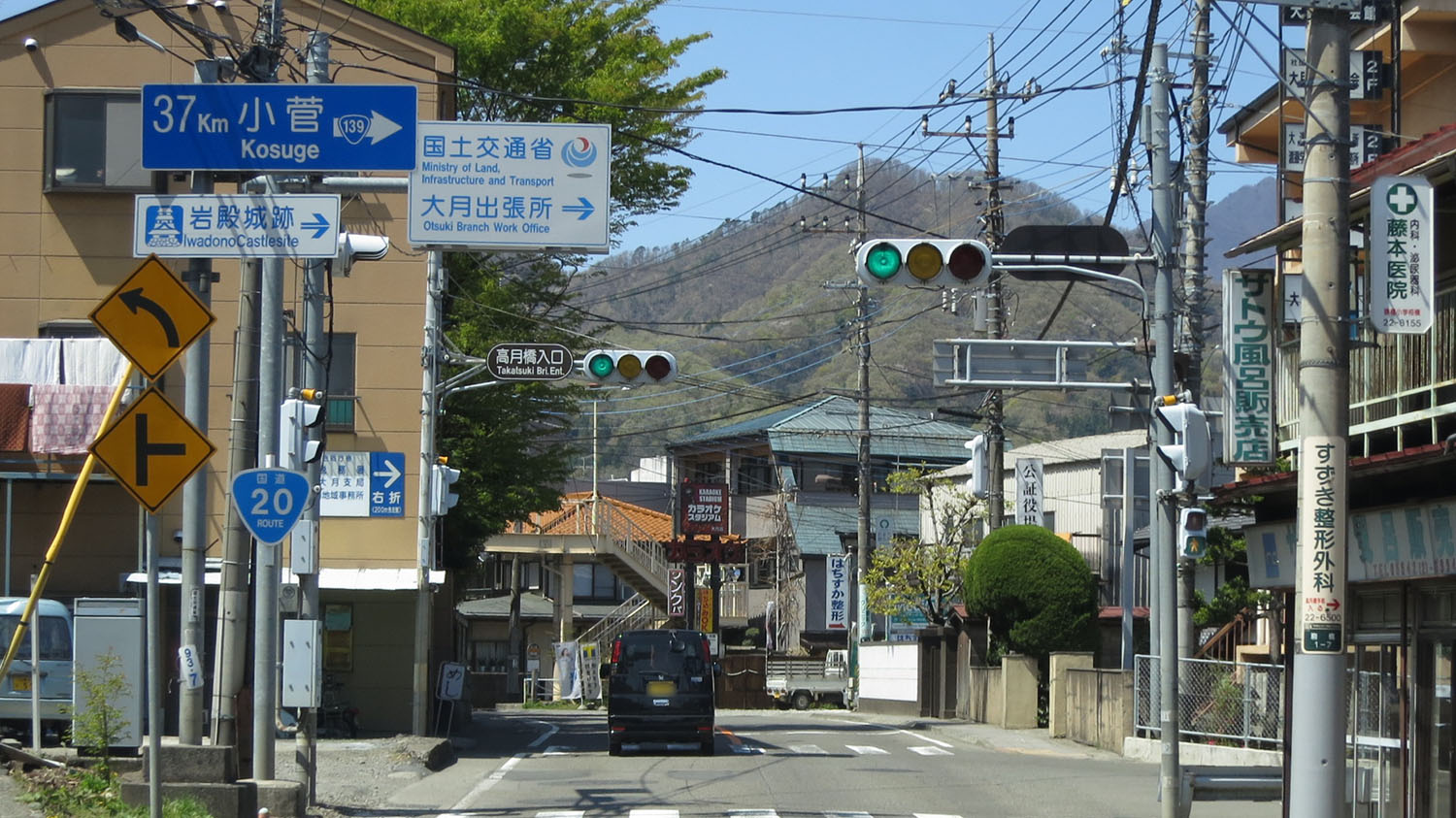
20번 국도와의 분기
야마나시현 오쓰기시 다카쓰키바시 입구 교차로

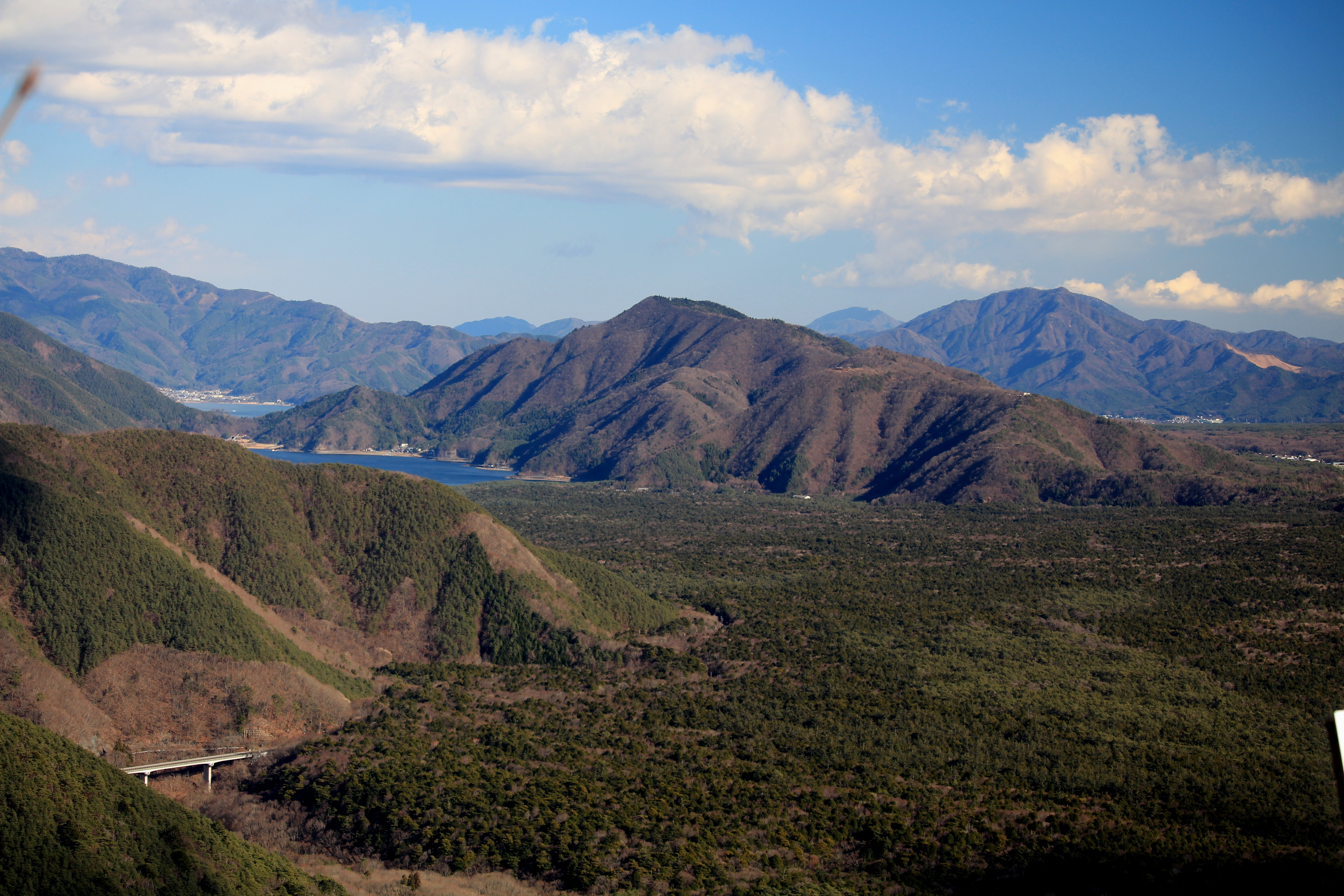
아오키가하라를 횡단하고 있는 139번 국도와 연선으로 연결되어 있는 미사카 산지 (2014년 12월)

일본 139번 국도(일본어: 国道139号→국도 139호)는 시즈오카현 후지시에서 출발하여 야마나시현을 거쳐 도쿄도 니시타마군 오쿠타마정까지 이어주는 총연장 133.2 km, 실제 연장 131.0 km, 현도 119.0 km의 구간으로 이루어져 있는 일본의 일반 국도다.

## 노선 정보
일반 국도의 노선을 지정하고 있는 정령에 의거한 기종점 및 경유지는 다음과 같다.
- 기점: 후지시 (후지히가시I.C 교차로 = 국도 제137호선과의 교점)
- 종점: 도쿄도 니시타마군 오쿠타마정 (미야마바시 교차로 = 국도 제411호선과의 교점)
- 중요 경유지: 후지노미야시, 야마나시현 니시야쓰시로군 가미쿠이시키촌, 미나미쓰루군 가와구치코정[1], 후지요시다시, 쓰루시, 오쓰키시
- 총 연장: 133.2 km
- 중용 연장: 2.2 km
- 실제 연장: 131.0 km
  - 현도: 119.0 km
  - 신도: 12.0 km
  - 구도: 없음

## 역사
- 1953년 5월 18일 : 2급 국도 139호 요시와라 오쓰키 선(요시와라시[2] - 기타쓰루군 오쓰키정 (야마나시현)[3])으로 지정 시행
- 1965년 4월 1일 : 1, 2급의 구분을 없애고 일반 국도 139호선으로 전환
- 1993년 4월 1일 : 기존의 도현도 오쓰키 오쿠타마 선[4]의 구간을 편입, 일반 국도 139호선의 구간을 후지시 - 도쿄도 니시타마군 오쿠타마정으로 개칭되면서, 일부 변경 시행

## 지리

### 통과하는 지자체
- 시즈오카현
  - 후지시 - 후지노미야시
- 야마나시현
  - 미나미쓰루군 후지카와구치코정 - 미나미쓰루군 나루사와촌 - 미나미쓰루군 후지카와구치코정 - 후지요시다시 - 미나미쓰루군 니시카쓰라정 - 쓰루시 - 오쓰키시 - 기타쓰루군 고스게촌
- 도쿄도
  - 니시타마군 오쿠타마정

### 교차하는 도로
고속도로
- 도메이 고속도로
- 신토메이 고속도로
- 주오 자동차도

일반 국도
- 1번 국도
- 469번 국도
- 300번 국도
- 358번 국도
- 137번 국도
- 138번 국도
- 413번 국도
- 20번 국도
- 411번 국도

### 미치노에키
- 아사기리코겐(일본어판)
- 나루사와(일본어판)

### 연선

#### 자연 경관
기점인 후지시에서 경유지인 후지요시다시까지는 주로 후지산과 접하고 있는 지자체와도 연결되어 있다.
- 후지시
  - 다자노우라(일본어판)
- 후지노미야시
  - 시라이토 폭포 (시즈오카현)
  - 다누키호
  - 아사기리고원
  - 덴시 산지(일본어판)
- 후지카와구치코정
  - 모토스호
  - 아오키가하라
  - 쇼지호
  - 사이호
  - 가와구치호
- 나루사와촌
  - 나루사와 얼음동굴(일본어판)
- 오쿠타마정
  - 오쿠타마호

#### 주요 고개
- 마쓰히마 고개(일본어판)

#### 그 외의 장소
- 후지산 혼구 센겐 타이샤(일본어판, 중국어판)
- 후지산 유료 도로(일본어판)
- 후지큐 하이랜드